# Stilling, Danmark
Stilling är en ort i Danmark. Den ligger i kommunen Skanderborg Kommune och regionen Region Mittjylland, i den centrala delen av landet. Stilling ligger 68 meter över havet och antalet invånare är 3 655. Den ligger vid sjöarna  Stilling Sø och Solbjerg Sø.
Terrängen runt Stilling är platt. Den högsta punkten i närheten är 108 meter över havet, 1,2 km söder om Stilling. Trakten runt Stilling består till största delen av jordbruksmark och samhällen.